# Angel Gomes
Adilson Angel Abreu de Almeida Gomes (Londres, 31 de agosto de 2000) é um futebolista inglês que atua como meia-atacante. Atualmente joga no Olympique de Marseille.
Ingressou nas categorias de base do Manchester United aos 6 anos de idade, e assinou o primeiro contrato oficial aos 13, tendo representado os Red Devils em um torneio sub-17 na Eslováquia.
Em julho de 2015, ganhou o prêmio de Jogador mais Valioso (MVP) da Manchester United Premier Cup, apesar do United terminar a competição em 12° lugar. Um ano depois, tornou-se o mais jovem jogador a fazer um hat-trick nas categorias de base do clube mancuniano.
Sua estreia como profissional foi no último jogo da temporada 2016–17, entrando no lugar de Wayne Rooney na vitória por 2 a 0 sobre o Crystal Palace. Embora fosse a única partida do meia-atacante na Premier League, Angel Gomes emplacou 2 feitos (mais jovem jogador a entrar em campo em um jogo do Manchester United desde 1953, e o primeiro atleta nascido em 2000 a disputar uma partida oficial da primeira divisão inglesa). Em dezembro de 2017, assinou o primeiro contrato profissional, e em janeiro de 2018 atuou na vitória por 4 a 0 sobre o Yeovil Town, substituindo Marcus Rashford aos 43 minutos do segundo tempo.

## Seleção Inglesa
Integrando as seleções de base da Inglaterra (Sub-16, 17, 18 e 19) desde 2015, Angel Gomes é considerado elegível para defender Angola ou Portugal. Fez parte do elenco campeão do Mundial Sub-17 realizado na Índia.

## Vida pessoal
Nascido em Londres e descendente de angolanos, Angel é filho do ex-jogador Gil Gomes (campeão do Mundial Sub-20 em 1991), que atuava no Hendon quando o meia-atacante nasceu. Ele também é primo de Nani, ex-jogador do United.

## Títulos
Lille
- Supercopa da França: 2021

Inglaterra
- Copa do Mundo FIFA Sub-17: 2017